# ويليام ك. ديفيس (سياسي)
ويليام ك. ديفيس هو سياسي كندي، ولد في 1 سبتمبر 1939 في تورونتو في كندا. حزبياً، نشط في حزب أونتاريو المحافظ التقدمي. وقد انتخب عضو برلمان مقاطعة أونتاريو.